# Telmatoscopus trifidus
Telmatoscopus trifidus är en tvåvingeart som beskrevs av Quate 1965. Telmatoscopus trifidus ingår i släktet Telmatoscopus och familjen fjärilsmyggor. Inga underarter finns listade i Catalogue of Life.